# 히라노구
히라노구(일본어: 平野区 히라노쿠[*])는 일본 오사카부 오사카시의 24개 구 중 하나이다. 오사카시 남동부에 위치하며, 인구가 가장 많은 구이다.

## 지리
구내 중 북서부 외에는 우에마치 대지의 남부에 해당하지만 전체적으로 보면 평탄한 지형이다. 남부를 야마토강이 흐르고 우리와리 묘원이 구내에 있다.

### 인접한 자치체
- 오사카시
  - 이쿠노구
  - 히가시스미요시구
- 마쓰바라시
- 야오시
- 히가시오사카시

## 역사
히라노라는 이름은 아마도 헤이안 시대 말기로 거슬러 올라가고 예전에는 셋쓰국 스미요시군 히라노 장원으로 알려져 있었다. 사카노우에노 다무라마로의 둘째 아들 사카노우에노 히로노는 히라노의 개발을 담당한 봉건 영주로 히라노-토노(토노는 귀족에게 붙이는 이름이다)로 불렸다.
히라노의 이름에 관한 기원은 두 가지가 있다. 하나는 고야(広野)의 철자 오기에서 탄생했다는 것이고 또 하나는 이곳에 있던 호수와 습지를 매립해 생긴 넓은(平らになった) 들판(野)에서 유래되었다는 것이다.
1974년에 히가시스미요시구에서 분리되어 성립하였다.

## 교통

### 철도
- 서일본 여객철도
  - 간사이 본선
    - 가미역 - 히라노역

  - 오사카히가시선
    - 신카미역
- 오사카 메트로
  - 다니마치선
    - 히라노역 - 기레우리와리역 - 데토역 - 나가하라역

### 도로
- 긴키 자동차도
- 한신 고속도로
- 국도 제25호선
- 국도 제309호선 (일본)(일본어판)
- 국도 제479호선

## 출신 인물
- 이명박 (대한민국의 제17대 대통령)
- 마츠오카 유키 (일본의 성우)
- 니시노 나나세 (일본의 전 아이돌(노기자카46), 배우, 모델, MC)